# Chiusa di Pesio
Chiusa di Pesio es una localidad y comune italiana de la provincia de Cuneo, región de Piamonte, con 3.781 habitantes.

## Evolución demográfica
| Gráfica de evolución demográfica de Chiusa di Pesio entre 1861 y 2001 |
|                                                                       |
| Fuente ISTAT - elaboración gráfica de Wikipedia                       |